# Bruno Goldschmitt

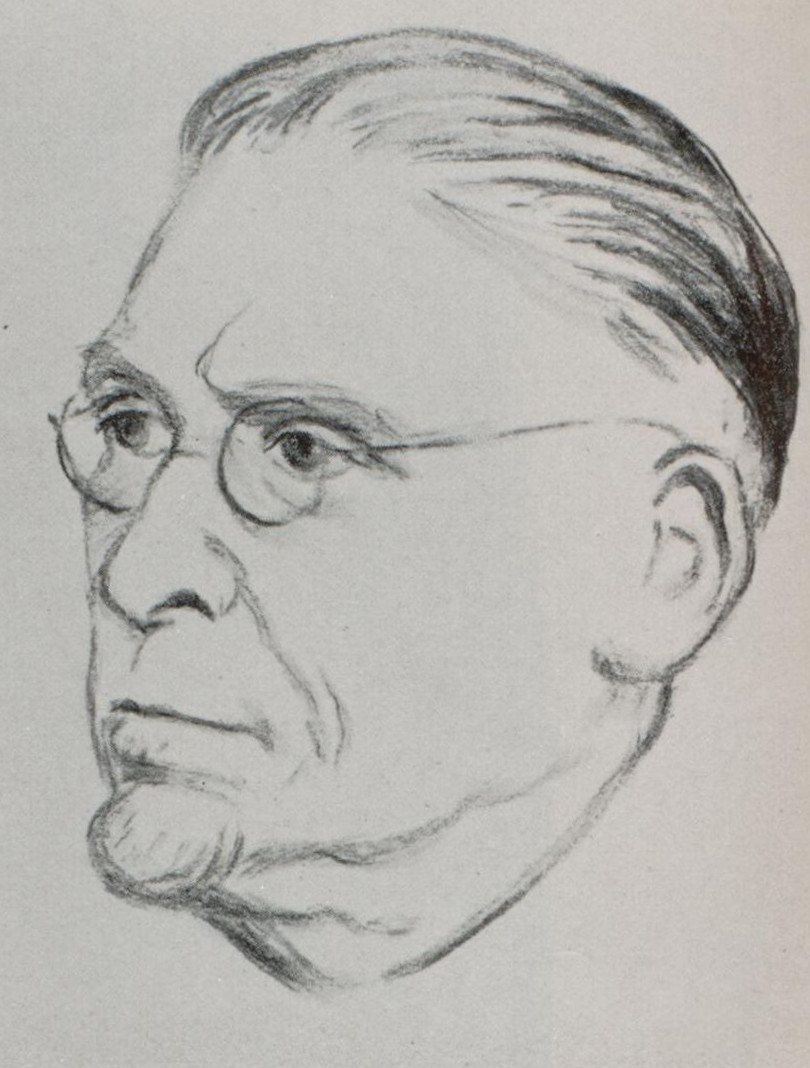
Bruno Goldschmitt, gezeichnet von Karl Weinmair

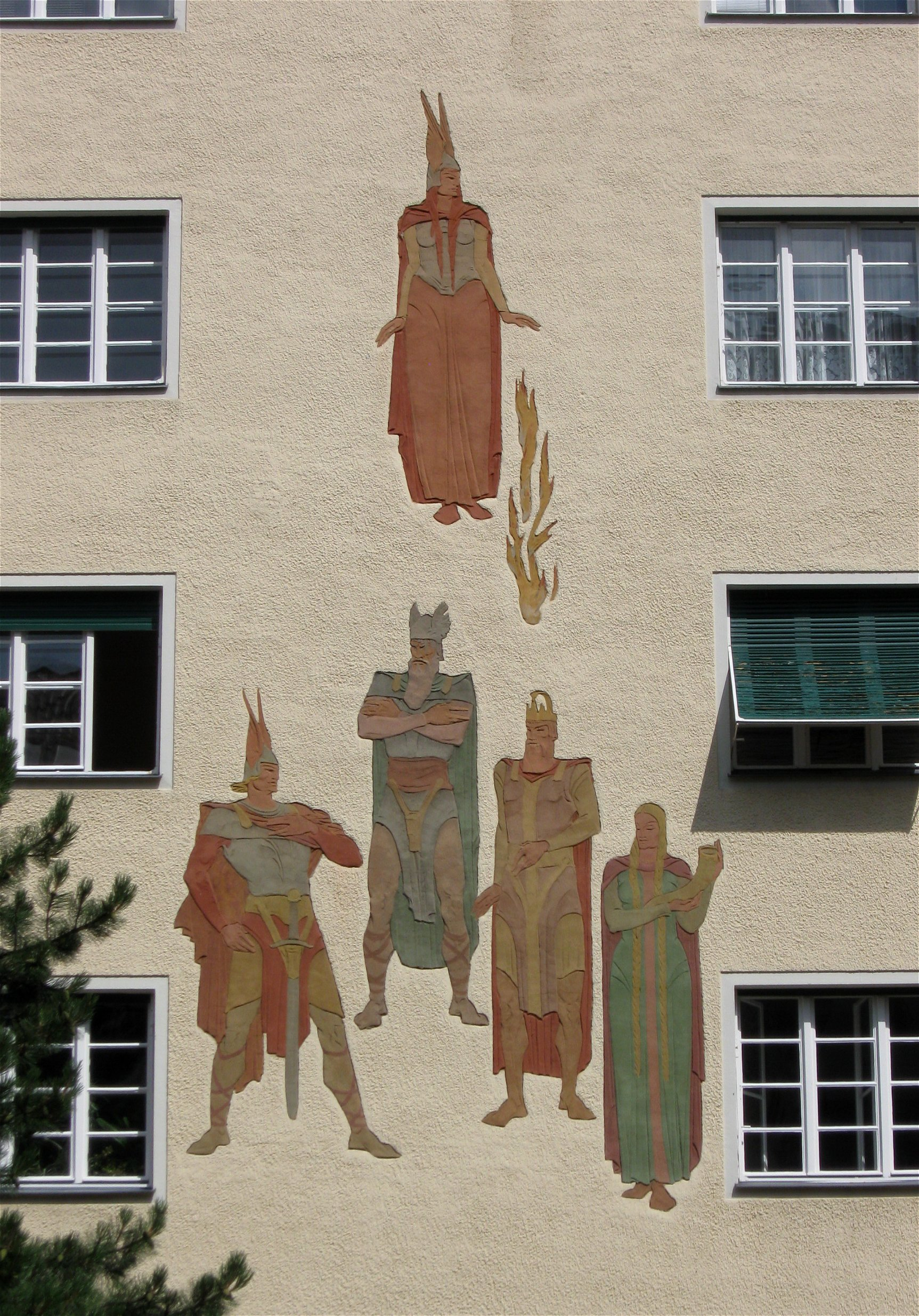
Kratzputzgemälde von Bruno Goldschmitt in München-Neuhausen

Bruno Goldschmitt (* 22. März 1881 in Nürnberg; † 4. April 1964 in München) war ein deutscher Maler, Freskomaler, Graphiker, Holzschneider und Lithograph.

## Leben
Bruno Goldschmitt erhielt seine künstlerische Ausbildung an der Kunstgewerbeschule Nürnberg und an der Akademie der Bildenden Künste München. 1900 gründete er mit Hermann Hesse, Ludwig Finckh, Robert Weise und anderen eine Künstlerkolonie am Bodensee. Mit dem befreundeten Basler Architekten Hans Hindermann kam Goldschmitt im Jahr 1905 nach Berlingen.
Er malte den Freskenzyklus „König Laurin“ im Parkhotel Laurin in Bozen und Fresken im Polizeipräsidium München. Im Pasinger Rathaus hängt ein Wandteppich von Bruno Goldschmitt.
Zum 1. August 1932 trat er der NSDAP bei (Mitgliedsnummer 1.274.910). Goldschmitt führte die Ausschmückung des Münchner Künstlerhauses für den besonders festlich begangenen „Olympia-Fasching“ 1936 aus.
In der Studie Die Tapisserie im Nationalsozialismus von Anja Prölß-Kammerer aus dem Jahr 2000 wird Goldschmitt als eifriger Parteigenosse beschrieben. In einem Brief aus dem Jahr 1935 an den Vorstand der „Deutschen Kunstgesellschaft“ schrieb er über Juden und Kommunisten, sie seien ein „eingeschleppter Fäulnisschwamm“, der aus der Kunst des „erwachten Deutschlands“ entfernt werden müsse.